# Joryma tartoor
Joryma tartoor är en kräftdjursart som först beskrevs av Pillai 1954.  Joryma tartoor ingår i släktet Joryma och familjen Cymothoidae. Inga underarter finns listade i Catalogue of Life.